# Henriëtte Ronner-Knip
Henriëtte Ronner-Knip, född 31 maj 1821 i Amsterdam, död 2 mars 1909 i Ixelles, var en nederländsk målare, främst känd för sina avbildningar av husdjur.

## Familj
Henriëtte Ronner-Knip föddes i en konstnärsfamilj som dotter till målaren Josephus Augustus Knip och den botaniska illustratören Pauline de Courcelles. Familjen flyttade ofta och var bland annat bosatt i Frankrike åren 1823–1827 samt i olika orter i Nederländerna. Sedan Henriëtte Ronner-Knip år 1850 gifte sig med Feico Ronner slog hon sig ner i Bryssel.
Även två av Ronner-Knips barn, en son och en dotter, sysslade med konst. Dottern Alice Ronner blev en erkänd stillebenmålare i Belgien.

## Konstnärskap
Henriëtte Ronner-Knip studerade måleri för sin far. Hennes konstnärliga verksamhet kan delas in i tre distinkta perioder: hennes tidigaste verk uppvisar ett eklektiskt val av ämnen, allt från djur till stilleben och scener ur lantlivet. Hon specialiserade sig därefter under femton år på att avbilda hundar. Efter 1870 dominerades hennes konstnärskap fullständigt av kattporträtt, för vilka hon vann stort erkännande i Europa.
Flera förnäma kunder, bland andra Belgiens drottning Maria Henrietta av Österrike och hennes svägerska Maria av Hohenzollern-Sigmaringen, beställde hos henne porträtt av sina husdjur. En av hennes målningar köptes av Vilhelm I av Tyskland, en annan av hertiginnan av Edinburgh Maria Alexandrovna och en annan av prinsessan av Wales Alexandra. I februari 1877 förlänades Henriëtte Ronner-Knip med belgiska Leopoldorden.
Henriëtte Ronner-Knip är representerad bland annat på Kattenkabinet och Rijksmuseum i Amsterdam.

## Verk i urval

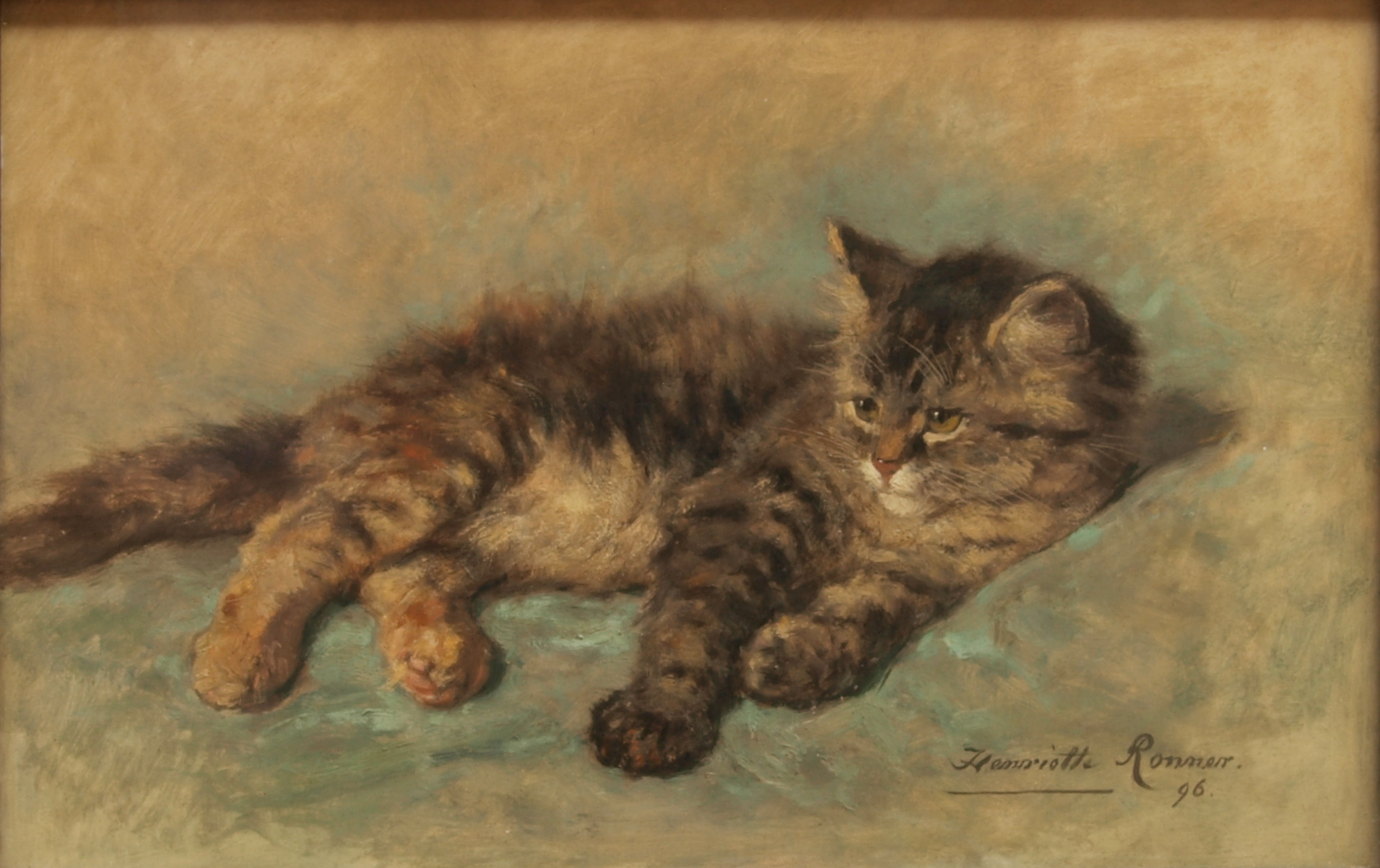
Kattunge, 1896.
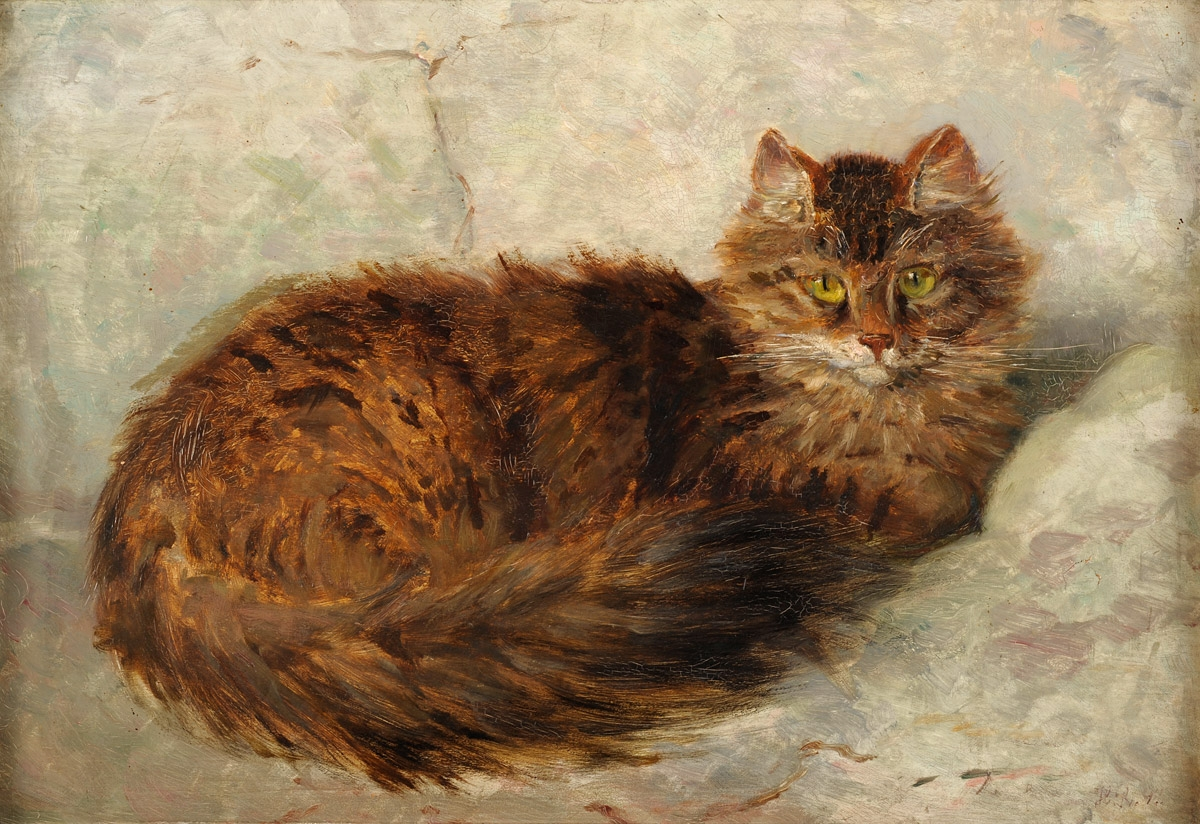
Katt, 1897.
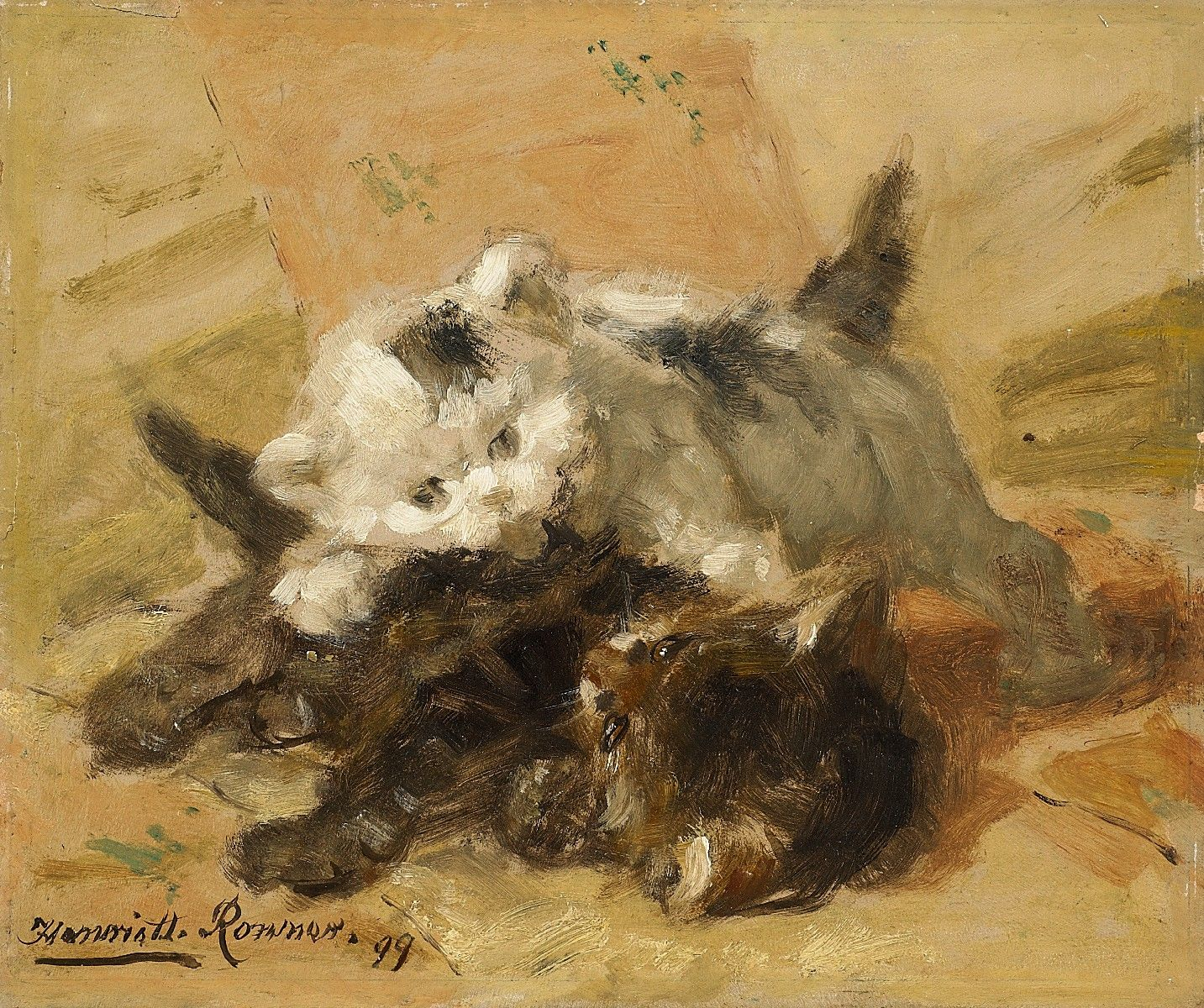
Lekande kattungar, 1899.